# Herb gminy Białe Błota
Herb gminy Białe Błota – jeden z symboli gminy Białe Błota, ustanowiony 24 listopada 2003.

## Wygląd i symbolika
Herb przedstawia na tarczy dwudzielnej w słup, w polu prawym złotym wizerunek zielonego dębu o sześciu liściach i pięciu żołędziach, a w polu lewym zielonym srebrną czaplę o złotych nogach i dziobie, skierowaną w prawo. Drzewo i ptak stanowią nawiązanie do lokalnej przyrody. 